# Aristolochia moupinensis
Aristolochia moupinensis är en piprankeväxtart som beskrevs av Adrien René Franchet. Aristolochia moupinensis ingår i släktet piprankor, och familjen piprankeväxter. Inga underarter finns listade i Catalogue of Life.